# 神田精養軒
株式会社神田精養軒（かんだせいようけん）は、東京都新宿区に本社を置き、洋菓子の製造販売、レストランの運営を行っていた企業。
主力商品は、パン・マドレーヌ・ピットであるが、パンの製造は2006年3月末日をもって終了した。帝国データバンクによると、2009年2月21日に親会社である株式会社第一経営とともに事業を停止し、自己破産の準備に入った。

## 沿革
- 1872年（明治5年）　東京築地に精養軒ホテル「築地精養軒」創業
- 1949年（昭和24年）　精養軒ホテルベーカリー部門が独立して創業
- 1952年（昭和27年）　株式会社神田精養軒となる
- 2009年（平成21年）2月21日　事業停止、自己破産へ

## 自己破産後
少なくとも2017年現在、「神田精養軒」名の会社が、マドレーヌを製造している。自己破産前の神田精養軒との関連は不明。

神田精養軒のマドレーヌ (2017年)
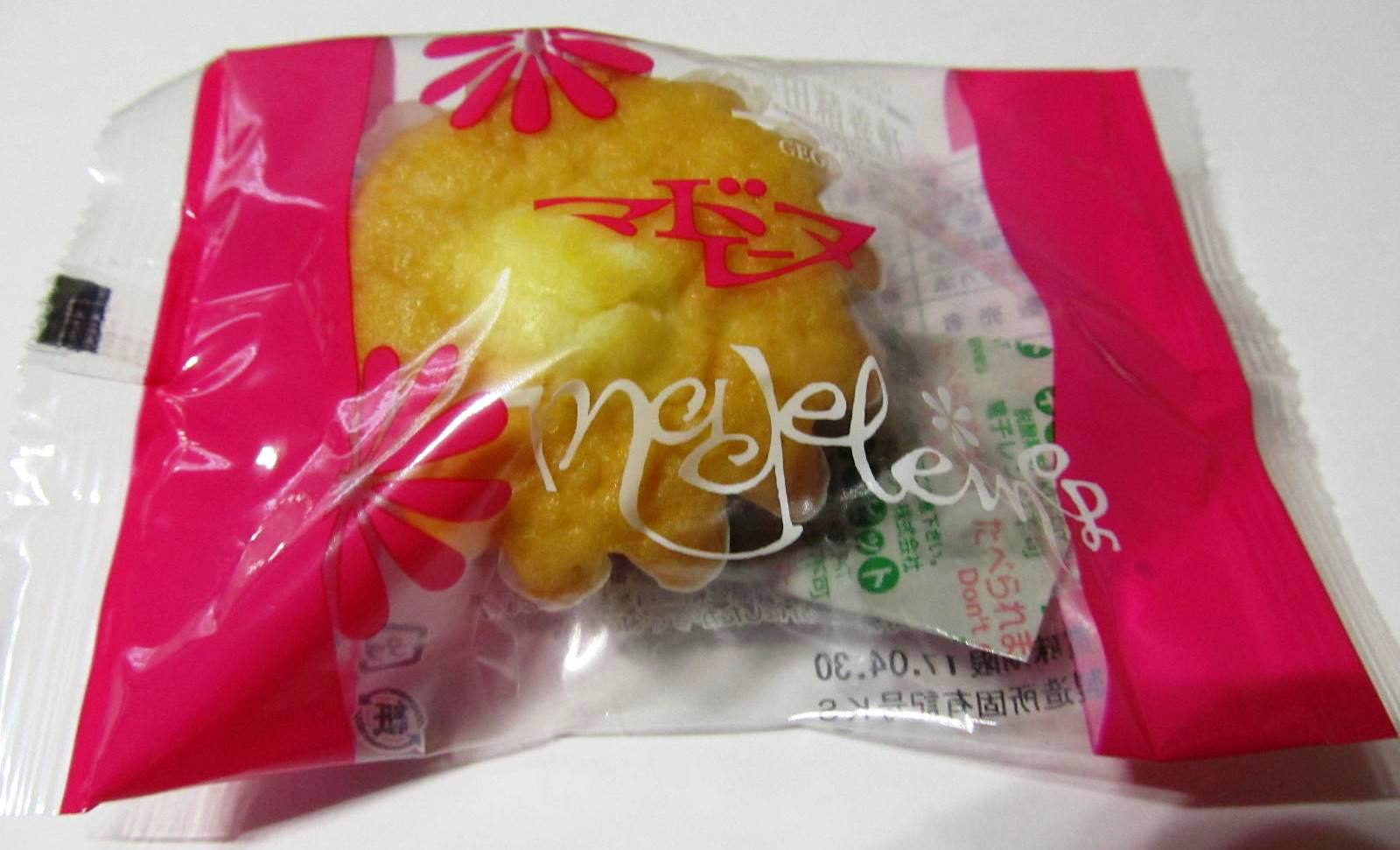
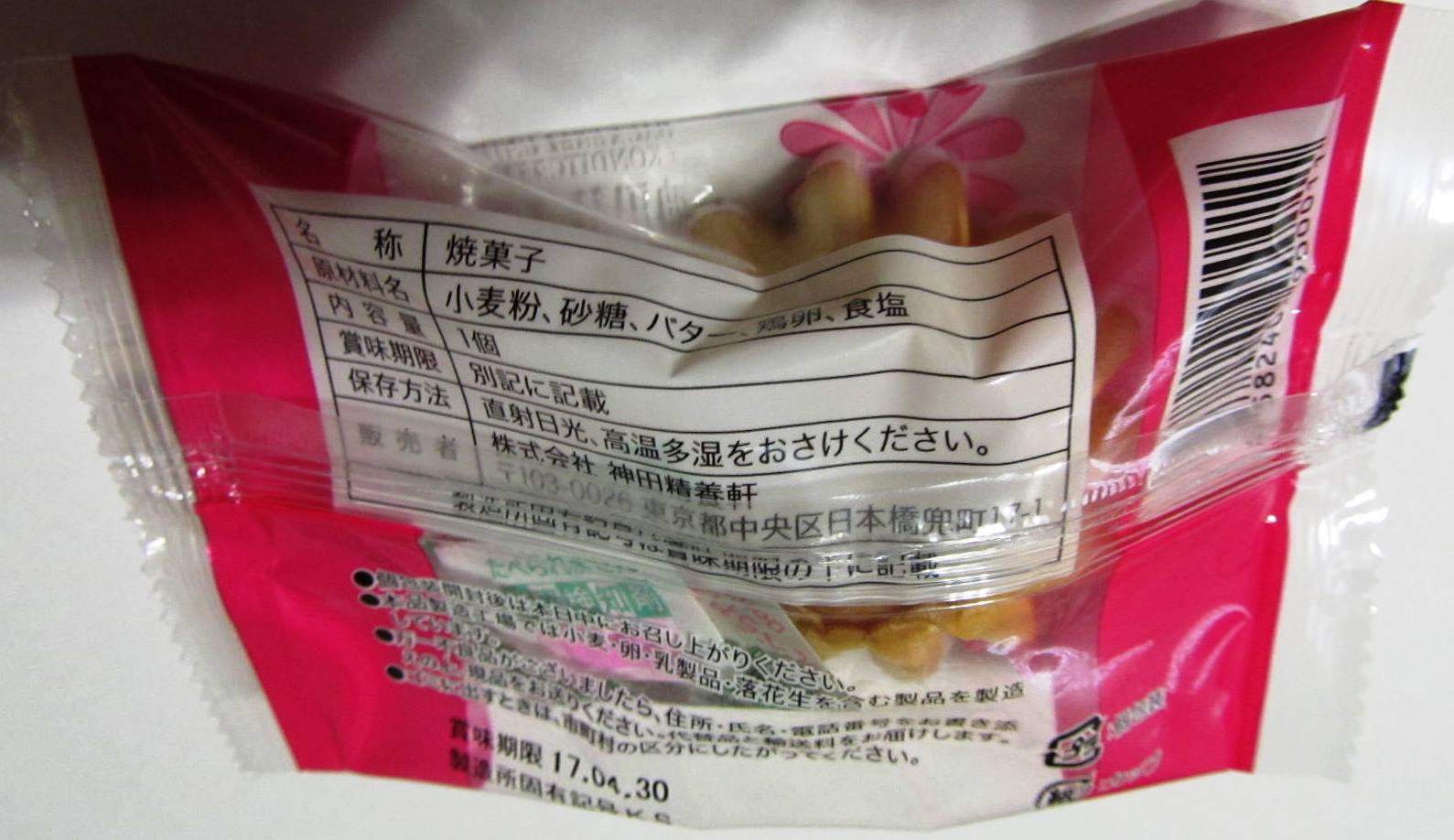